# Jan Karel de Nelis
Jan Karel (Jean-Charles) de Nelis, heer van Swyveghem en Terbeek, (Mechelen, 27 oktober 1748 - 7 februari 1834) was een Zuid-Nederlands edelman,  advocaat, pomoloog en politicus.

## Levensloop
Hij was een zoon van Cornelius de Nelis, advocaat bij de Grote Raad van Mechelen en griffier voor het Land van Grimbergen, en van Barbara van Glabbeek, de broer van bisschop Cornelius Franciscus de Nelis en de stiefvader van Jan Frans Estrix (zoon van zijn zus Barbara de Nelis en van Jan Frans Estrix, burgemeester van Mechelen.
Nelis was advocaat bij de Grote Raad van Mechelen. Hij  was ook pomoloog en een van de vaders van de Mechelse peren (Bonne Theresa, Jozef Libia, Winter Nelis en Bonne de Malines). Hij was burgemeester van Mechelen in 1790. Hij behoorde tot de aanhangers van de Brabantse Revolutie en van de Verenigde Nederlandse Staten.
In 1786 werd hij in de adel bevestigd met de erfelijke titel ridder, toegekend door keizer Jozef II. In 1822 werd hij onder het Verenigd Koninkrijk der Nederlanden in de erfelijke adel erkend, met de titel ridder, overdraagbaar op alle mannelijke afstammelingen.
Hij trouwde in 1776 met Claire Hillema (1757-1835) en ze kregen negen kinderen. Geen enkele van de drie zoons trouwde. De familie doofde uit bij de dood van de jongste zoon, ridder Joseph de Nelis, in 1870. De acht overige kinderen waren toen al, zonder mannelijke naamdragers-afstammelingen, overleden.